# Ga Sam Yan MRT
Ga Sam Yan (tiếng Thái: สถานีสามย่าน) là một ga tàu điện Tuyến Bangkok MRT Xanh ở Thái Lan, nằm dưới lòng đất giữa giao lộ Sam Yan trên đường Rama IV Road gần Đại học Chulalongkorn.

## Bố trí ga
| G Phòng chờ     | Đường đi                            | Trạm dừng xe buýt, Wat Hua Lamphong Chamchuri Square, Thai Red, Lối thoát 1-2, Máy bán vé tự động, Lối thoát 3 đường hầm đến Hội Chữ thập Chamchuri Square |
| B3 Faliar Level | Faliar Floor                        | 24time side level work |
| B4 Sân ga       | Sân ga 2                            | → Tuyến Xanh Dương hướng đi Bang Sue (Si Lom) → |
| B4 Sân ga       | Bên hông tàu, cửa sẽ mở ra bên phải | |
| B6 Sân ga       | Sân ga 1                            | ← Tuyến Xanh Dương hướng đi Hua Lamphong (Ga cuối) |
| B6 Sân ga       | Bên hông tàu, cửa sẽ mở ra bên trái | |

## Lối thoát
- 1 Wat Hua Lamphong, đường Si Phraya, đường Surawong.
- 2 Chamchuri Square, Đại học Chulalongkorn, Sân vận động Đại học Chulalongkorn, Hội Chữ thập đỏ Thái, đường Henri Dunant.
- 3 Đường hầm đến Chamchuri Square.

## Cơ sở
- 2 thang máy cho Lối thoát 1 và 2.
- Bãi đậu xe nhỏ tại Lối thoát 1

## Địa điểm thu hút
- Đại học Chulalongkorn